# Plavání na otevřené vodě na mistrovství světa v plaveckých sportech 1991
Závody v plavání na otevřené vodě na mistrovství světa v plaveckých sportech za rok 1990 proběhly v Perthu, Austrálie 10. ledna 1991.

## Československá stopa
V závodě na 25 km žen startovalo 19 závodnic – Lenka Pacáková (*1966) z TJ Spartak Přerov obsadila 8. místo. V závodě na 25 km mužů startovalo 26 závodníků – Michal Šanda (*1964) z KPSP Kometa Brno obsadil 14. místo a Michal Špaček (*1973) z VSK Univerzita Brno 20. místo. V závodě tříčlenných družstev obsadila československá trojice po doplavání 25 km závodu 5. místo. Klasifikováno bylo 8 družstev.

## Výsledky

### Individuální disciplíny
| Muži  | Zlato                            | Zlato     | Stříbro                  | Stříbro   | Bronz                 | Bronz     |
| ----- | -------------------------------- | --------- | ------------------------ | --------- | --------------------- | --------- |
| 25 km | Chad Hundeby (USA)               | 5:01:45,8 | Sergio Chiarandini (ITA) | 5:03:18,9 | David O'Brien (AUS)   | 5:08:53,4 |
| Ženy  | Zlato                            | Zlato     | Stříbro                  | Stříbro   | Bronz                 | Bronz     |
| 25 km | Shelley Taylorová-Smithová (AUS) | 5:21:05,6 | Martha Jahnová (USA)     | 5:25:16,7 | Karen Burtonová (USA) | 5:28:22,8 |

### Tým
| Mix                    | Zlato                                                   | Zlato      | Stříbro                                                                  | Stříbro    | Bronz                                                            | Bronz      |
| ---------------------- | ------------------------------------------------------- | ---------- | ------------------------------------------------------------------------ | ---------- | ---------------------------------------------------------------- | ---------- |
| 25 km smíšené družstvo | USA (USA) (Martha Jahnová, Chad Hundeby, Jay Wilkerson) | 15:42:22,0 | Austrálie (AUS) (Shelley Taylorová-Smithová, David O'Brien, Peter Gavin) | 15:49:26,9 | Maďarsko (HUN) (Rita Kovácsová, Attila Molnár, Dusán Tóth-Szabó) | 16:36:10,1 |

## Medailová bilance
V plavání na otevřené vodě se rozdělily celkem 3 sady medailí.
| Pořadí | Stát            |       | Muži    | Muži  | Muži  |         | Ženy  | Ženy  | Ženy    |       | Mix   | Mix     | Mix   |  | Muži + Ženy + Mix | Muži + Ženy + Mix | Muži + Ženy + Mix | Celkem |
| Pořadí | Stát            | Zlato | Stříbro | Bronz | Zlato | Stříbro | Bronz | Zlato | Stříbro | Bronz | Zlato | Stříbro | Bronz |  |                   |                   |                   | Celkem |
| ------ | --------------- | ----- | ------- | ----- | ----- | ------- | ----- | ----- | ------- | ----- | ----- | ------- | ----- |  | ----------------- | ----------------- | ----------------- | ------ |
| 1.     | USA (USA)       |       | 1       | 0     | 0     |         | 0     | 1     | 1       |       | 1     | 0       | 0     |  | 2                 | 1                 | 1                 | 4      |
| 2.     | Austrálie (AUS) |       | 0       | 0     | 1     |         | 1     | 0     | 0       |       | 0     | 1       | 0     |  | 1                 | 1                 | 1                 | 3      |
| 3.     | Itálie (ITA)    |       | 0       | 1     | 0     |         | 0     | 0     | 0       |       | 0     | 0       | 0     |  | 0                 | 1                 | 0                 | 1      |
| 4.     | Maďarsko (HUN)  |       | 0       | 0     | 0     |         | 0     | 0     | 0       |       | 0     | 0       | 1     |  | 0                 | 0                 | 1                 | 1      |
| Celkem | Celkem          |       | 1       | 1     | 1     |         | 1     | 1     | 1       |       | 1     | 1       | 1     |  | 3                 | 3                 | 3                 | 9      |